# Semi 1 (schip, 1987)
De Semi 1 is een halfafzinkbaar platform (semisubmersible) dat in 1987 werd gebouwd als Smit Semi 1 door Van der Giessen-de Noord voor Smit. Het ontwerp van Marine Structure Consultants (MSC) bestaat uit twee parallelle pontons met daarop elk twee kolommen met daarop het werkdek.
Smit was een paar jaar daarvoor met enkele omgebouwde schepen in de markt gestapt voor inspectie, onderhoud en reparatie (inspection, maintenance and repair, IRM) en had daartoe in 1986 Smit ISO opgericht. In 1984 werd een projectteam gevormd en in 1985 werd besloten tot de bouw van twee semi's. Deze werden voor de IRM-markt elk uitgerust met een kraan, een saturatieduiksysteem en een dynamisch positioneringssysteem (DP) en hadden als semi voldoende dekruimte.
In 1990 vormde Smit met Wharton Williams de joint venture Rockwater en werd het schip vercharterd aan Rockwater als de Rockwater Semi 1. Daarna werd het samen met het zusterschip verkocht aan Mantenimiento Marino de México als Semi 1.

## Sedco Express-serie
| Naam   | Werf                          | Jaar | IMO-nummer |
| ------ | ----------------------------- | ---- | ---------- |
| Semi 1 | Van der Giessen-de Noord, 936 | 1987 | 8518314    |
| Semi 2 | Van der Giessen-de Noord, 937 | 1988 | 8518302    |